# Polprevodnik
Polprevodnik je monokristalna snov, ki ima brez dovedene energije lastnosti električnega izolatorja, pri dovolj veliki dovedeni energiji pa ima lastnosti slabega električnega prevodnika. Od tod tudi njegovo ime. Uporabljajo se za izdelavo nelinearnih elektronskih elementov (dioda, tranzistor, čip, triak,...). Sodobne elektronike si ne moremo zamišljati brez polprevodnikov. Najbolj znan polprevodnik v elektroniki je silicij, uporablja pa se tudi germanij.

## Zgodovina polprevodnikov
Stephen Gray odkrije 1727 razliko med prevodniki in izolatorji. Zatem Georg Simon Ohm 1821 odkrije Ohmov zakon. Nobelovec Ferdinand Braun odkrije 1874 usmerniški učinek polprevodnikov. Z Walterjem Schottkyem se leta 1939 začne obdobje široke uporabe polprevodnikov, kot usmernikov. Odkril je diodo. Leta 1947 v Bellovih laboratorijih odkrijejo znanstveniki John Bardeen, William Bradford Shockley in Walter Houser Brattain tranzistor. Leta 1974 Alan J. Heeger, Alan G. MacDiarmid in Hideki Širakava izdelajo polprevodnik iz poliacetilena, za kar dobijo leta 2000 nobelovo nagrado za kemijo.

## Fizikalna razlaga

### Fizikalne konstante
Pri obravnavi polprevodnikov se bomo srečali z naslednjimi fizikalnimi konstantami:
- Absolutna vrednost naboja elektrona:

{\displaystyle e_{0}{\dot {=}}1,6\cdot 10^{-19}As}
- Boltzmannova konstanta:

{\displaystyle k{\dot {=}}1,38\cdot 10^{-23}{\frac {J}{K}}}
- dielektrična konstanta:

{\displaystyle \varepsilon _{0}{\dot {=}}8,854\cdot 10^{-12}{\frac {As}{Vm}}}
- relativna dielektričnost silicija:

{\displaystyle \varepsilon _{r}\left(Si\right){\dot {=}}12}

### Čisti polprevodnik
Lastnosti iz uvoda veljajo za čiste (brez primesi tujih atomov) kristale iz kemijskih elementov 4. skupine periodnega sistema, npr. silicij, germanij, ogljik, pa tudi nekatere spojine, npr. GaAs, InSb, CdS, PbTe itd. Največ se uporablja silicij, zaradi najprimernejših tehnoloških postopkov in zato, ker ga je izmed naštetih snovi v naravi daleč največ.
Pri naštetih snoveh je med valenčnim energijskim pasom in prevodnim energijskim pasom t. i. »prepovedani« pas in elektroni ne morejo imeti energije v tem pasu, ki je pri siliciju širok približno 1,12 eV. Fermijeva energija, ki omejuje energijo elektrona brez zunanje dovedene energije, je enaka:
{\displaystyle W_{Fi}={\frac {W_{C}+W_{V}}{2}}-{\frac {kT}{2}}\ln {\frac {A_{C}}{A_{V}}}{\dot {=}}{\frac {W_{C}-W_{V}}{2}}}
kjer je T absolutna temperatura, merjena v kelvinih,
{\displaystyle A_{C}} in {\displaystyle A_{V}} pa sta snovni konstanti, kjer je
{\displaystyle A_{C}} nekoliko večji od {\displaystyle A_{V}}.
Fermijeva energija je torej skoraj na sredini »prepovedanega« pasu, kar pomeni, da so lahko elektroni brez zunanje dovedene energije le v valenčnem pasu, v prevodnem pasu jih ni, zaradi tega snov ne prevaja električnega toka. Pri dovedeni energiji lahko nekateri elektroni (njihova količina je odvisna od dovedene energije, širine »prepovedanega« pasu in od Fermi - Diracove statistične porazdelitve) preidejo v prevodni pas. Ti elektroni omogočajo snovi prevajanje električnega toka, v nadaljnjem besedilu jim bomo rekli na kratko elektron, v valenčnem pasu pa ostanejo prazna mesta, v nadaljnjem besedilu jim bomo rekli vrzeli, ki ravno tako omogočajo prevajanje električnega toka, kot bomo pokazali kasneje. Koncentracijo elektronov v prevodnem pasu označujemo z {\displaystyle n_{i}}, koncentracijo vrzeli v valenčnem pasu (nosilcev pozitivnega naboja) pa z {\displaystyle p_{i}}. V strokovni literaturi sta ti veličini največkrat podani v {\displaystyle {\frac {1}{\mathrm {cm} ^{3}}}}.
Pri čistem polprevodniku seveda velja:
{\displaystyle n_{i}=p_{i}}
Zanju pa velja:
{\displaystyle n_{i}=A_{C}T^{\frac {3}{2}}e^{-{\frac {W_{C}-W_{Fi}}{kT}}}}
in
{\displaystyle p_{i}=A_{V}T^{\frac {3}{2}}e^{-{\frac {W_{Fi}-W_{V}}{kT}}}}
Če ti enačbi pomnožimo, dobimo:
{\displaystyle n_{i}p_{i}=n_{i}^{2}=p_{i}^{2}=A_{C}A_{V}T^{3}e^{-{\frac {W_{C}-W_{V}}{kT}}}}
kar dokazuje, da je koncentracija elektronov in vrzeli zares odvisna od temperature in širine »prepovedanega« pasu.
Pri siliciju uporabljamo naslednji empirični številski obrazec:
{\displaystyle n_{i}^{2}=1,5\cdot 10^{33}T^{3}e^{-{\frac {1,21e_{0}}{kT}}}\qquad \left({\frac {n_{i}}{1/\mathrm {cm} ^{3}}},{\frac {T}{\mathrm {K} }},{\frac {e_{0}}{\mathrm {As} }},{\frac {k}{\mathrm {J/K} }}\right)}

### Polprevodnik s primesmi
Če čistemu polprevodniku dodamo primesi v obliki atomov elementov tretje ali pete skupine periodnega sistema, se lahko njegove električne lastnosti spremenijo že pri majhnih koncentracijah dodanih primesi. Tak polprevodnik se imenuje polprevodnik s primesmi oz. dopirani polprevodnik.
Če se v kristalni strukturi pojavi atom iz pete skupine (npr. fosfor, arzen, antimon itd.), se štirje njegovi zunanji elektroni spojijo v valenčne vezi s sosednjimi silicijevimi atomi, za preostali peti elektron pa zadostuje že zelo majhna dovedena energija (precej manjša od »prepovedanega pasu«), da preide med proste elektrone v prevodnem pasu. Takšne primesi, ki povečajo koncentracijo prostih elektronov, se tako imenujejo donatorji, njihovo koncentracijo pa označujemo z {\displaystyle N_{D}}, tip polprevodnika s takšnimi primesmi pa imenujemo n - tip polprevodnika.
Ob dodatku primesi z atomi iz tretje skupine (npr. bor, aluminij, galij, indij itd.) se vsi trije njihovi zunanji elektroni vežejo v valenčne vezi s sosednjimi silicijevimi atomi, ostane pa četrta valenčna vez, zadostuje pa zelo majhna dovedena energija, da se tja poveže elektron iz okolice, ki tako pusti za seboj gibljivo vrzel. Takšne primesi torej povečajo koncentracjo vrzeli, zato jim pravimo akceptorji, njihovo koncentracijo označujemo z {\displaystyle N_{A}}, takšnemu tipu polprevodnika pa pravimo p - tip polprevodnika.
V n -tipu polprevodnika so večinski (majorski) naboji (tj. prevladujoči nosilci naboja) elektroni, manjšinski (minorski) naboji pa vrzeli. V p - tipu polprevodnika pa je ravno obratno. Večinski naboji so vrzeli, manjšinski pa elektroni.
V polprevodniku s primesmi se Fermijeva energija spremeni. Za koncentraciji n in p veljata podobni zvezi kot pri čistem polprevodniku, torej:
{\displaystyle n=A_{C}T^{\frac {3}{2}}e^{-{\frac {W_{C}-W_{F}}{kT}}}}
in
{\displaystyle p=A_{V}T^{\frac {3}{2}}e^{-{\frac {W_{F}-W_{V}}{kT}}}}
le da v indeksih ni več i. V primerjavi s prvotnima koncentracijama elektronov in vrzeli, sta novi koncentraciji enaki:
{\displaystyle n=n_{i}e^{\frac {W_{F}-W_{Fi}}{kT}}}
in
{\displaystyle p=n_{i}e^{\frac {W_{Fi}-W_{F}}{kT}}}
produkt koncentracij pa je še vedno enak
{\displaystyle p\cdot n=n_{i}^{2}}
Iz teh zvez sledi, da se pri n -tipu polprevodnika Fermijeva energija poveča v smeri proti prevodnemu pasu, pri p - tipu pa se zmanjša v smeri proti valenčnemu pasu.
Koncentraciji elektronov in vrzeli lahko iz koncentracij donatorjev in akceptorjev izpeljemo iz električne nevtralnosti celotnega polprevodnika (s primesmi namreč nismo vnesli vanj nobenega presežka pozitivnega ali negativnega naboja) in po kratki izpeljavi dobimo naslednji rešitvi kvadratne enačbe:
{\displaystyle n={\frac {N_{D}-N_{A}}{2}}\left[1\pm {\sqrt {1+\left({\frac {2n_{i}}{N_{D}-N_{A}}}\right)^{2}}}\right]}
in
{\displaystyle n={\frac {N_{A}-N_{D}}{2}}\left[1\pm {\sqrt {1+\left({\frac {2n_{i}}{N_{A}-N_{D}}}\right)^{2}}}\right]}
kjer pri {\displaystyle \pm } upoštevamo tisto operacijo, katere rezultat da pozitivni
koncentraciji n in p.
Največkrat za primesi v n - tipu polprevodnika velja
{\displaystyle N_{D}-N{A}>>n_{i}},
takrat se zvezi za koncentraciji poenostavita v
{\displaystyle n{\dot {=}}N_{D}-N_{A}}
in
{\displaystyle p{\dot {=}}{\frac {n_{i}^{2}}{N_{D}-N_{A}}}}
če pa je koncentracija akceptorjev zanemarljivo majhna v primerjavi s koncentracijami donatorjev, se zvezi še bolj poenostavita v
{\displaystyle n{\dot {=}}N_{D}}
in
{\displaystyle p{\dot {=}}{\frac {n_{i}^{2}}{N_{D}}}}.
Pri p -tipu polprevodnika po navadi velja {\displaystyle N_{A}-N_{D}>>n_{i}}, takrat zvezi poenostavimo v
{\displaystyle p{\dot {=}}N_{A}-N_{D}}
in
{\displaystyle n{\dot {=}}{\frac {n_{i}^{2}}{N_{A}-N_{D}}}},
če pa je koncentracija donatorjev zanemrljiva v primerjavi s koncentracijo akceptorjev, se zvezi še bolj poenostavita v
{\displaystyle p{\dot {=}}N_{A}}
in
{\displaystyle n={\frac {n_{i}^{2}}{N_{A}}}}.

## Električni tok v polprevodniku

### Nosilci električnega toka
Polprevodnik ima dvoje neodvisnih nosilcev el. toka: elektrone in vrzeli. Vsota obeh prispeva k celotnemu el. toku v polprevodniku.
Elektroni v prevodnem pasu se ves čas gibljejo odsekoma premo, dokler ne trčijo v drug elektron ali kam drugam v kristalni mreži.
Tudi ko govorimo o vrzelih, gre pravzaprav za gibanje elektronov, tokrat v valenčnem pasu. Če se v tem pasu nahaja vrzel, lahko na njeno mesto preide elektron iz drugega mesta v valenčnem pasu in na svojem prejšnjem mestu pusti vrzel. To si pa lahko predstavljamo tudi, kot bi se v nasprotno smer prestavila vrzel, katere naboj je nasprotno enak naboju elektrona.
Tudi gibanje valenčnih elektronov (oz. vrzeli) je odsekoma premo, vendar so ti premi odseki v povprečju krajši, v povprečju je krajši je tudi čas med posameznimi trki, zato sta snovni konstanti za gibanji elektronov oz. vrzeli različni.

### Poljski tok
Poljski tok je tok, do katerega pride zaradi električnega polja v polprevodniku. Statistično doseže vsak elektron po daljšem času povprečno hitrost
{\displaystyle {\overline {\mathbf {v_{n}} }}=-\mu _{n}\mathbf {E} }
kjer μn predstavlja mobilnost ali gibljivost elektrona, največkrat se jo podaja v {\displaystyle cm^{2}/Vs}.
Za povprečno hitrost vrzeli podobno velja
{\displaystyle {\overline {\mathbf {v_{p}} }}=\mu _{p}\mathbf {E} }
Obe gibljivosti sta odvisni od koncentracije primesi in temperature, mobilnost elektronov pa je zmeraj višja od mobilnosti vrzeli. Pri siliciju s tipičnimi koncentracijami primesi in običajnih temperaturah tako približno velja
{\displaystyle 200{\frac {\mathrm {cm^{2}} }{\mathrm {Vs} }}\leq \mu _{n}\leq 1500{\frac {\mathrm {cm^{2}} }{\mathrm {Vs} }}}
in
{\displaystyle 100{\frac {\mathrm {cm^{2}} }{\mathrm {Vs} }}\leq \mu _{p}\leq 500{\frac {\mathrm {cm^{2}} }{\mathrm {Vs} }}}
Razmerje med obema gibljivostima se torej giblje med
{\displaystyle 2\leq {\frac {\mu _{n}}{\mu _{p}}}\leq 3}
Skupna gostota električnega toka zaradi električnega polja je enaka:
{\displaystyle \mathbf {j} =e_{0}\mathbf {E} \left(\mu _{n}n+\mu _{p}p\right)}
Specifična prevodnost je torej enaka
{\displaystyle \sigma =e_{0}\left(\mu _{n}n+\mu _{p}p\right)}
Specifična upornost pa je enaka nasprotni vrednosti specifične prevodnosti:
{\displaystyle \rho ={\frac {1}{e_{0}\left(\mu _{n}n+\mu _{p}p\right)}}}

### Difuzijski tok
Kadar krajevna koncentracija prostih nosilcev naboja ni konstantna, pride do pojava difuzije: nosilci naboja prehajajo iz področij z večjo koncentracijo k področjem z manjšo koncentracijo.
Gostota el. toka v smeri x zaradi difuzije je enaka:
{\displaystyle \mathbf {j} =e_{0}\left(D_{N}{\frac {dn}{dx}}-D_{p}{\frac {dp}{dx}}\right)}
kjer sta {\displaystyle D_{n}} in {\displaystyle D_{p}} difuzijski konstanti elektronov oz. vrzeli. Z gibljivostima ju povezuje Einsteinova relacija:
{\displaystyle D_{n}={\frac {kT}{e_{0}}}\mu _{n}}
in
{\displaystyle D_{p}={\frac {kT}{e_{0}}}\mu _{p}}
Pri siliciju s tipičnimi koncentracijami primesi in običajnih temperaturah vpribližno velja:
{\displaystyle 5{\frac {\mathrm {cm^{2}} }{\mathrm {s} }}\leq D_{n}\leq 30{\frac {\mathrm {cm^{2}} }{\mathrm {s} }}}
in
{\displaystyle 2{\frac {\mathrm {cm^{2}} }{\mathrm {s} }}\leq D_{p}\leq 12{\frac {\mathrm {cm^{2}} }{\mathrm {s} }}}
Razmerje med njima je tako podobno razmerju gibljivosti:
{\displaystyle 2\leq {\frac {D_{n}}{D_{p}}}\leq 3}

## Generacije in rekombinacije prostih nosilcev naboja
Kot smo že omenili v uvodu, pri dovedeni energiji elektron preide iz valenčnega v prevodni pas in nastane par elektron - vrzel. To je eden od načinov generacije nosilcev naboja. Ko elektron odda dovolj energije, preide nazaj v valenčni pas, izgineta pa tako elektron v prevodnem pasu kot vrzel v valenčnem pasu. To je eden od načinov rekombinacije nosilcev naboja. Poleg teh dveh pride do generacije in rekombinacije v generacijsko - rekombinacijskih centrih, po navadi na mestih raznih nepravilnosti v kristalih in tam, kjer se nahajajo tuji atomi.
Če z {\displaystyle n_{0}} označimo ravnovesno koncentracijo elektronov, s {\displaystyle p_{0}} pa ravnovesno koncentracijo vrzeli in če ni električnega toka, ki bi dovajal oz. odvajal nosilce el. naboja, se koncentraciji nosilcev naboja spreminjata po zvezah
{\displaystyle {\frac {dn}{dt}}=-{\frac {n-n_{0}}{\tau _{n}}}}
in
{\displaystyle {\frac {dp}{dt}}=-{\frac {p-p_{0}}{\tau _{p}}}}
Konstanti {\displaystyle \tau _{n}} in {\displaystyle \tau _{p}} sta povprečna življenjska časa elektrona oz. vrzeli od trenutka generacije do rekombinacije. Odvisna sta od temperature, koncentracij primesi in kristalne strukture polprevodnika, po navadi je njun red velikosti med 10 ns in 1 ms.

## Še nekaj pomembnih enačb

### Kontinuitetna enačba
Na koncentracijo nosilcev naboja ne vplivajo le generacije in rekombinacije nabojev, temveč tudi krajevno pritekanje oz. odtekanje nabojev. Če se el. tok krajevno spreminja, se enačbi iz prejšnjega razdelka razširita v parcialni diferencialni enačbi
{\displaystyle {\frac {\partial p}{\partial t}}=-{\frac {p-p_{0}}{\tau _{p}}}-{\frac {1}{e_{0}}}{\frac {\partial j_{p}}{\partial x}}}
in
{\displaystyle {\frac {\partial n}{\partial t}}=-{\frac {n-n_{0}}{\tau _{n}}}+{\frac {1}{e_{0}}}{\frac {\partial j_{n}}{\partial x}}}

### Difuzijska enačba
Kadar je električna poljska jakost znotraj polprevodnika tako majhna, da je poljski tok zanemarljiv v primerjavi z difuzijskim, se tokovni gostoti poenostavita v
{\displaystyle j_{p}=e_{0}\mu _{p}pE-e_{0}D_{p}{\frac {dp}{dx}}{\dot {=}}-e_{0}D_{p}{\frac {dp}{dx}}}
in
{\displaystyle j_{n}=e_{0}\mu _{n}nE+e_{0}D_{n}{\frac {dn}{dx}}{\dot {=}}e_{0}D_{n}{\frac {dn}{dx}}}
Če to vstavimo v kontinuitetni enačbi, dobimo difuzijski enačbi:
{\displaystyle {\frac {\partial p}{\partial t}}=-{\frac {p-p_{0}}{\tau _{p}}}+D_{p}{\frac {\partial ^{2}p}{\partial x^{2}}}}
in
{\displaystyle {\frac {\partial n}{\partial t}}=-{\frac {n-n_{0}}{\tau _{n}}}+D_{n}{\frac {\partial ^{2}n}{\partial x^{2}}}}
Pri enosmernih časovno nespremenljivih razmerah sta oba odvoda po času enaka 0 in parcialni diferencialni enačbi se poenostavita v navadni:
{\displaystyle {\frac {d^{2}p}{dx^{2}}}={\frac {p-p_{0}}{D_{p}\tau _{p}}}={\frac {p-p_{0}}{L_{p}^{2}}}}
in
{\displaystyle {\frac {d^{2}n}{dx^{2}}}={\frac {n-n_{0}}{D_{n}\tau _{n}}}={\frac {n-n_{0}}{L_{n}^{2}}}}
Uvedli smo torej dve spremenljivki:
{\displaystyle L_{p}={\sqrt {D_{p}\tau _{p}}}}
in
{\displaystyle L_{n}={\sqrt {D_{n}\tau _{n}}}}
ki se imenujeta difuzijski dolžini za vrzeli oz. elektrone, predstavljata pa povprečno pot, ki jo v povprečnem življenjskem času ({\displaystyle \tau _{p}} in {\displaystyle \tau _{n}}) opravijo injicirani nosilci nabojev pred rekombinacijo.

### Poissonova enačba
Še zadnja enačba, ki nam pomaga pri študiju razmer v polprevodniku, se imenuje
Poissonova enačba, ki podaja zvezo med električno poljsko jakostjo in koncentracijami nosilcev nabojev:
{\displaystyle {\frac {dE}{dx}}={\frac {\rho }{\varepsilon }}={\frac {e_{0}}{\varepsilon }}\left(p-n+N_{D}-N_{A}\right)}
kjer je {\displaystyle \varepsilon } dielektričnost snovi:
{\displaystyle \varepsilon =\varepsilon _{0}\varepsilon _{r}}